# Металопрокатний завод у Адрі (Steelco)
Металопрокатний завод у Адрі (Steelco) — підприємство чорної металургії Сирії, майданчик якого розташований у індустріальній зоні Адра на північно-східних околицях Дамаської оази.
Проєктом опікується компанія Hadid Darfala S.A.R.L (Steelco), що належить до групи дамаського бізнесмена Анаса бін Мохамеда Хосні Саіфі.
Завод спроможний продукувати 350 тисяч тонн будівельної арматури та дрібносортного прокату на рік.
Основне обладнання постачила італійська компанія SMS Meer. Станом на 2012-й воно вже було готове до запуску, проте процес затримувався через відмову постачальника надсилати своїх фахівців до країни, в якій розгоралася громадянська війна.